# Новый Катыш
Новый Катыш — бывшая деревня на территории Кондинского района Ханты-Мансийского автономного округа — Югры.

## География
Сейчас здесь, на побережье реки Конда, левом притоке Иртыша, находится пристань Катыш, в 7 км к северу от деревни Старый Катыш. Относится к городскому поселению Кондинское.
К 1930-м годам в деревне был лесозаготовительный участок. Было 11 хозяйств, проживало 43 человека (1926 год). Действовал колхоз «2-я пятилетка». В годы войны набирали людей для работы на рыбучастке.